# لاندباوکردیت–کولناخو
لاندباوکردیت–کولناخو (هلندی: Landbouwkrediet–Colnago) یک تیم دوچرخه‌سواری در کشور بلژیک بود.
این تیم در سال ۱۹۹۲ تأسیس و در سال ۲۰۱۳ منحل شده‌است.